# Harry Ölander
Harry Ölander, född 30 juli 1925 i Västanfjärd i Egentliga Finland, död 19 juni 2015 i Nagu, var en finländsk företagare.
Han föddes som den yngste i en syskonskara på 13 barn. Som tonåring tog han under fem år hand om en äldre systers gård i Gråböle i Bjärnå i Egentliga Finland. Han var senare verksam inom transportbranschen på Kimitoön och som förvaltare på Vikperä gård i Nagu. Han var anställd från 1953 på bussbolaget Ab Skärgårdsvägen - Saaristotie Oy och var chef för detta till 1966. 
År 1966 grundade han – tillsammans med sin fru Dagny – Na-Boats i Nagu, senare Flipperboats AB. Han samarbetade med Sigurd Isakson och tillverkade till att börja med Örnjollen. Tillsammans med Sigurd Isakson byggde han upp en produktion av fritidsbåtar av märket Flipper, med en stor produktion i Finland.